# ライブサンド
ライブサンド（Live sand）とは、珊瑚礁を形成する浅海において死サンゴの骨格が風化し、砂のように粉砕され、様々な生物群集が繁殖した状態のものを指す。モナコ式、ベルリン式などのリーフアクアリウム飼育に使用されるアイテムである。これに付着した生物群集が閉鎖環境下の水質維持に貢献するとされる（硝化・脱窒）。
珊瑚礁を構成する造礁性サンゴの骨格は炭酸カルシウムが主成分であり、波浪などによる風化を受けるほか、一部の生物群(ブダイなど)による摂食作用を受けて非常に細かい粒子になる。これをサンゴ砂とも呼ぶが、ベントス性の動物群や様々な細菌群の住みかとなり、これを上記のような自然再現志向のリーフタンクに投入することで水槽の立ち上がり(水質の安定)を早めたり、より天然の環境に近づけることが期待される。
ライブサンドに含まれる代表的な生物として、各種の好気性細菌・嫌気性細菌のほか、ヤドカリやカニ、エビなどの甲殻類、巻き貝や二枚貝のような軟体動物、ゴカイなどの環形動物、ヒトデやウニなどの棘皮動物が挙げられる。これらはいずれも水質の安定・浄化に役立つとされる。
つまり、ライブロックと似たような役割を期待して水槽に投入されるが、ライブロックがナチュラルリーフ水槽の必須アイテム的な扱いを受けるのに対し、ライブサンドは必ずしもそうではないようである。その理由として、ライブロックの状態が良ければ底砂に普通のサンゴ砂を加えてもそこから生物群が移行し、一定の時間が経過すれば必要十分な機能を持った底砂へと変化するのが肉眼的に観察される上、ライブサンドの輸送はライブロック以上にデリケートであり、また素人にはライブロックほどはその状態の良し悪しの鑑別が難しいことも挙げられよう。
なお、一部の販売店ではライブサンドそのものではなく、ライブサンド(つまり天然のサンゴ砂)に棲息する生物群(多くがマクロ的生物群)のみを抽出したものを、いわば底砂の活性剤のような触れ込みで市販しているものもある。
利用に際しては、ライブロックと異なり、一般的にキュアリングという前段階的操作を行う必要はなく、そのまま水槽内に投入することが多い。